# 사이드 무함마드 아드난
사이드 무함마드 아드난 마흐푸드 무함마드 후사인(아랍어: سيد محمد عدنان محفوظ محمد حسين, 1983년 2월 5일~)은 바레인의 축구 선수로 포지션은 수비수이다. 현재 바레인 프리미어리그의 히드 SCC에서 활약하고 있다.

## 선수 경력

### 클럽 경력
바레인의 말키야 클럽에서 프로 무대에 데뷔하였으며, 2005년엔 카타르의 알코르 스포츠 클럽으로 이적하였다.
2011년 7월, 브리즈번 로어 FC에서 입단 테스트를 받은 후 1년 계약을 체결하는 데 성공하여 호주 A리그 무대에서 활약하게 되었다.

## 그 외
2011년, 아랍의 봄의 영향을 받은 바레인엔 민주화 열풍이 일었고, 그 역시 민주화 운동에 참여하였다. 2011년 4월, 시위에 가담한 죄로 군주 정부에 의해 체포당하였으나 2달 만에 풀려났다.